# Thierry Burkart
Thierry Burkart (Baden, 21 de agosto de 1975) es un político y abogado suizo. Es presidente del Partido Liberal Radical Suizo desde 2021.

## Biografía
Thierry Burkart creció en Obersiggenthal, vivió en Baden de 2001 a 2021 y ahora vive en Lengnau. En el ejército suizo, fue capitán de la justicia militar. Estudió en St. Gallen y Lausana y obtuvo la patente de abogado en 2010. 
De 1999 a 2003, Burkart fue presidente de las juventudes del FDP en Aargau. En 2001 fue elegido al Gran Consejo del Cantón de Argovia, del que fue presidente en 2014 y miembro hasta 2015. De 2004 a 2010 fue vicepresidente y de 2010 a 2013 presidente del FDP en Aargau. Burkart fue elegido miembro del Consejo Nacional en las elecciones parlamentarias de 2015 con el segundo mejor resultado en la lista del FDP. Desde entonces, ha sido miembro de la Oficina del Consejo Nacional, la Comisión de Transporte y Telecomunicaciones (KFV) y la Delegación de Supervisión de NEAT. Desde marzo de 2018, es miembro de la junta directiva del FDP.
El 29 de noviembre de 2018, los delegados del FDP Aargau nominaron a Burkart para las elecciones al Consejo de Estados de 2019. En la primera vuelta del 20 de octubre de 2019, Burkart logró el primer lugar por delante de Hansjörg Knecht y Cédric Wermuth, pero no alcanzó la mayoría absoluta. El 24 de noviembre, fue elegido para el Consejo de Estados en la segunda vuelta con una clara ventaja sobre el segundo clasificado Knecht.
En agosto de 2021, Burkart anunció que se presentaba a la sucesión de Petra Gössi como presidente del FDP. Fue el único candidato en la carrera y fue elegido en la Asamblea de Delegados del FDP el 2 de octubre de 2021 con 296 votos a favor y 3 en contra.